# خوسيه موسكاردو
خوسيه موسكاردو إيتوارت (بالإسبانية: José Moscardó Ituarte)‏ (مدريد 26 أكتوبر 1878 - مدريد 12 أبريل 1956) هو عسكري إسباني. باعتباره الرجل العسكري الأكثر تميزًا للمتمردين في طليطلة في يوليو 1936، اشتهر بدفاعه عن قصر طليطلة ضد حصار القوات الحكومية خلال الأشهر الأولى من الحرب الأهلية الإسبانية. في وقت لاحق تولى قيادة فيلق جيش أراغون حتى نهاية الحرب. خلال فترة حكم فرانكو شغل مناصب ذات صلة، حيث كان رئيسًا للمنزل العسكري لرئيس الدولة، والنقيب العام لمنطقتين عسكريتين هامتين، ومندوب الرياضة الوطني ورئيس اللجنة الأولمبية الإسبانية.
حصل على اللقب النبيل كونت ألكازار طليطلة.

## السيرة الذاتية

### التدريب والعمل العسكري
ولد خوسيه موسكاردو في مدريد سنة 1878. وبدأ دراسته في أكاديمية مشاة طليطلة سنة 1896، وتخرج منها ملازم في العام التالي بسبب الحاجة إلى الجنود لتغطية خسائر الحروب في كوبا والفلبين. لكنه لم يصل في الوقت المناسب: تم حل الكتيبة الاستكشافية التي كان من المفترض أن تأخذه إلى الفلبين بعد الهزيمة الإسبانية.
بعد ذلك شارك في الحملات المغربية حيث تولى في 1913 منصب مقدم بمزايا الحرب لشجاعته في الحملة. في 1929 بصفته عقيدًا تم تعيينه مديرًا لكلية ماريا كريستينا دي توليدو للمشاة الأيتام. ومع ذلك في مايو 1931 ، مع إنشاء الجمهورية الثانية ونتيجة للإصلاحات العسكرية التي طبقها وزير الحرب الجديد مانويل أثانيا ألغيت ترقيته وعاد إلى رتبة مقدم. حتى ترقى مرة أخرى إلى عقيد في العام التالي. وكان عضوًا في المجلس الوطني للتربية البدنية في وزارة التعليم العام مابين 1934 و1935، وفي جميع أنحاء الجمهورية، وأدار المدرسة المركزية للجمباز في طليطلة. فاجأه التمرد ضد الحكومة في يوليو 1936 بصفته مديرًا للمدرسة المذكورة والقائد العسكري في طليطلة. بالإضافة إلى ذلك كان سيمثل إسبانيا في أولمبياد برلين 1936 في أغسطس.

### الحرب الأهلية

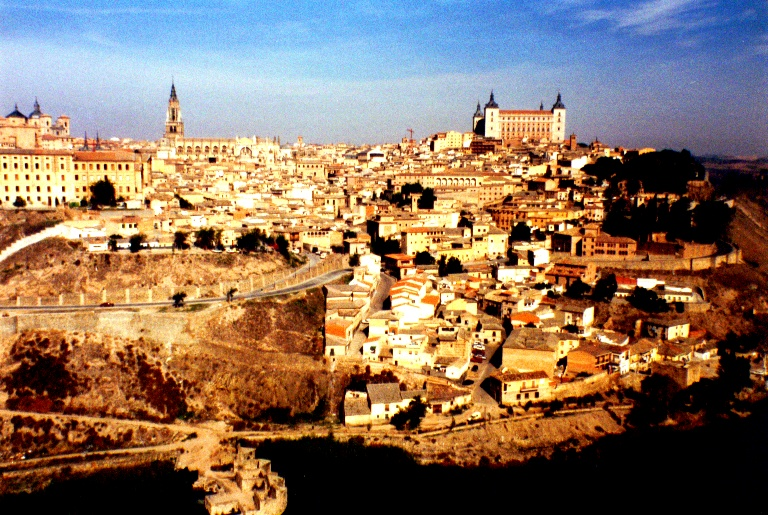
مدينة طليطلة: يظهر قصر طليطلة أو ألكازار في أعلى اليمين بارزا بوضوح على المدينة، وهو القصر أو القلعة التي صمدت فيها قوات موسكاردو أمام حصار استمر 70 يومًا.

بدأ حصار الكازار وصمد موسكاردو لصالح القوات القومية للجنرال فرانسيسكو فرانكو لمدة 70 يومًا من 22 يوليو إلى 27 سبتمبر 1936. ويومًا بعد يوم كان العقيد يرسل تقريره الإذاعي اليومي: Sin novedad en el Alcázar ("لا شيء جديد في ألكازار، تبسيط ساخر). شجع تحديه المؤيدين الوطنيين في كل مكان وجنون الجمهوريين، الذين جلبوا قوات كبيرة في هجمات عبثية على الكازار.
في 23 يوليو ألقت القوات الجمهورية القبض على لويس ابن موسكاردو البالغ من العمر 24 عامًا. اتصلوا بالكازار على الهاتف وأخذ موسكاردو بنفسه السماعة أبلغه الضابط السياسي في القوة الجمهورية أنه ما لم يستسلم الكازار، سيتم إطلاق النار على لويس. طلب موسكاردو التحدث إلى ابنه. ثم قال للويس: "أودع روحك لله وتموت مثل وطني وصرخ:" يحيا المسيح الملك "و" تحيا إسبانيا ". أجاب ابنه" هذا يمكنني أن أفعله". على الرغم من أنه تم رصد إطلاق النار على لويس على الفور، إلا أن بعض المؤرخين يعتقدون أنه تم إطلاق النار عليه بالفعل بعد شهر انتقاما من غارة جوية.
أثناء الحصار دخل الرائد فيسنتي روخو معصوب العينين القلعة المدمرة بعلم أبيض في 9 سبتمبر. كانت مهمته أن يعرض على الحامية حياتهم إذا استسلموا. تم رفض اقتراحه، ولكن عند مغادرته سأل موسكاردو عما إذا كان يمكنه نقل أي طلبات إلى الخارج. طلب موسكاردو إرسال كاهن إلى الحامية لتعميد الأطفال الذين ولدوا أثناء الحصار. وافق الجمهوريون وأرسلوا كانون فاسكيز كاماراسا، وهو من بين سبعة كهنة في طليطلة كانوا مختبئين، ونجوا من مذبحة قام بها الجمهوريون، لذلك كان الكنسي محظوظًا في هذا الصدد لكونه على قيد الحياة، ويقال إنه بسبب تعاطفه مع اليسار. وحث المدنيين ولا سيما النساء والأطفال على المغادرة تحت راية بيضاء. كان الرد بالإجماع هو الرفض.
أصبح الدفاع عن ألكازار رمزا للبطولة في إسبانيا الفرانكوية. وبعد هذه الحادثة تمت ترقية موسكاردو إلى رتبة عميد، قائدًا من أكتوبر لفرقة سوريا التي حاصرت مدريد من الشمال. تحت قيادته شاركت فرقته في معركة طريق كورونا الثالثة في أوائل يناير 1937، ولاحقًا في معركة غوادالاخارا (مارس 1937) لدعم القوات الإيطالية. ثو بعدها تولى قيادة الفرقة 53. وفي سبتمبر 1937 تم تعيينه رئيسًا لفيلق أراغون العسكري، 7 الذي كسر معه الخطوط الجمهورية في ديسمبر 1938 وتقدم عبر كاتالونيا حتى وصل إلى الحدود الفرنسية. قبل وقت قصير من انتهاء الحرب في فبراير 1939 تم تعيينه لواء. وكان فرانكو يعرف قيمة الدعاية وأذن لموسكاردو بارتداء عباءة حداد سوداء خاصة لابنه على زي الجيش. فعل هذا لبقية حياته، حتى يعرف كل جندي رآه من يكون.

### ديكتاتورية فرانكو

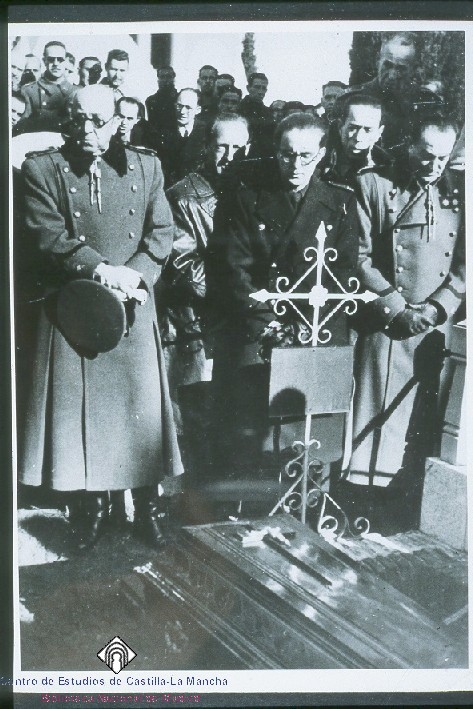
الجنرال موسكاردو في جنازة ابنه لويس، الذي أعدم لرفض والده استسلام ألكازار.

بعد انتهاء الحرب، شغل مناصب مختلفة حتى وفاته: رئيس الحرس العسكري الشخصي لرئيس الدولة (1939-1943 ؛ 1945-1946)، ورئيس ميليشيا الفلانخي (1941) والقبطان العام للمنطقة العسكرية الثانية (أندلسيا) والرابعة (كاتالونيا). وفي أواخر 1944 قاد موسكاردو كونه قائد منطقة برشلونة دفاعا ناجحا ضد غارات الشيوعيين الإسبان عبر وادي أران إلى مقاطعة لاردة، في محاولتهم لإسقاط الديكتاتورية الإسبانية، وقد تحكموا في عدة قرى حتى 27 أكتوبر 1944 ولكنهم أجبروا على الرجوع إلى فرنسا بعد أن أرسل فرانكو تعزيزات للدفاع عن عاصمة المقاطعة بيليا.
بقي شغفه الفريد في كرة القدم، ومن دواعي فخره أنه درب فريق كرة القدم الإسباني في دورة الألعاب الأولمبية بلندن 1948 وألعاب هلسنكي 1952. وكان مسؤولاً في سنة 1947 عن إعادة اللون الرئيسي لفريق كرة القدم الإسباني إلى اللون الأحمر، والذي تم تغييره في 1939 بسبب ارتباطه بالجمهوريين.
بمجرد تقاعده من الجيش بسبب بلوغه السن القانوني، تم تعيينه في فترة مابعد الحرب كمندوب وطني للرياضة، وهو المنصب الذي شغله بين مارس 1951 وأبريل 1956.11 كما شغل منصب رئيس اللجنة الأولمبية الإسبانية منذ 1941. بالإضافة إلى هذه المناصب عمل نائبا في الكورتيس.
توفي في منزله الخاص في رقم 66 بشارع أيالا في مدريد في 12 أبريل 1956 ودُفن في سرداب قصر طليطلة.